# Prințesa Lilian, Ducesă de Halland
Prințesa Lilian, Ducesă de Halland (n. Lillian May Davies, apoi Craig, 30 august 1915 - 10 martie 2013) a fost un manechin britanic care a devenit membră a familiei regale suedeze după ce s-a căsătorit în 1976 cu Prințul Bertil, Duce de Halland (unchiul actualului monarh al Suediei, regele Carl al XVI-lea Gustaf).

## Date biografice
Lillian May Davies s-a născut la Swansea, Țara Galilor. A fost fiica lui William John Davies și a soției sale, Gladys Mary Davies (n. Curran). Și-a schimbat numele în „Lilian” când a devenit manechin. A pozat în reviste de modă de renume, cum ar fi Vogue. Părinții ei s-au despărțit în anii 1920, dar nu au divorțat în mod oficial decât în 1939. Între timp, Lilian a locuit cu mama ei și cu tatăl vitreg.
În 1940, Lilian s-a căsătorit cu actorul Ivan Craig. Curând după aceea, Craig a fost mobilizat în Al Doilea Război Mondial și a plecat să lupte pe frontul din Africa. În lipsa lui, Lilian a lucrat într-o fabrică de radiouri pentru Marina Regală Britanică și la un spital.

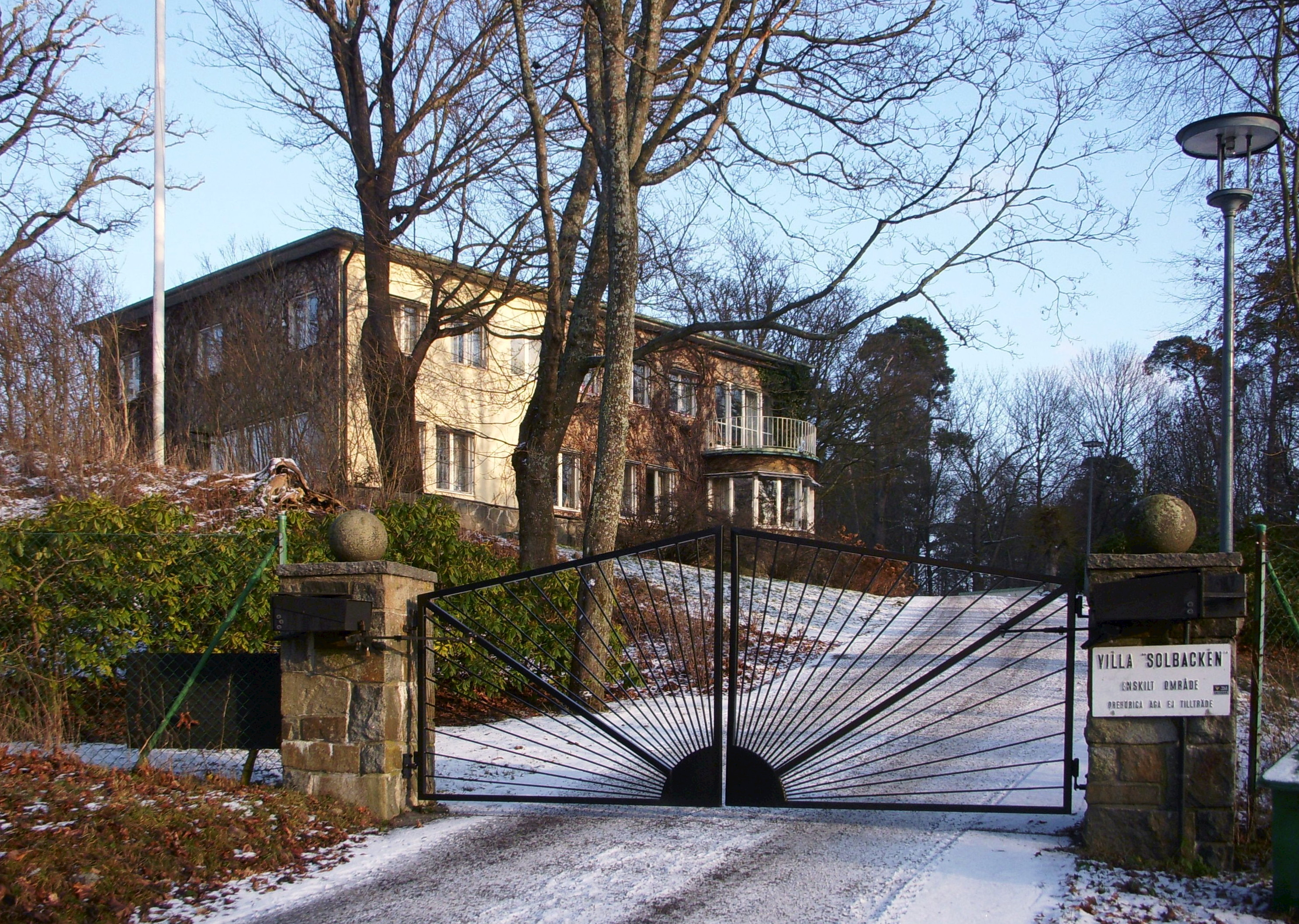
Vila Solbacken din Stockholm a fost reședința Prințesei Lilian din 1947 până la moartea ei în 2013.

În 1943, la Londra, l-a cunoscut pe Prințul Bertil al Suediei, la un cocktail ținut cu ocazia zilei ei de naștere. Curând, au devenit iubiți, deși ea era încă măritată cu primul ei soț. La sfârșitul războiului, Lilian a divorțat amiabil de Craig.
Fratele mai mare al lui Bertil, Prințul Gustaf Adolf, ar fi fost moștenitorul tronului după urcarea pe tron a tatălui lor, regele Gustaf al VI-lea Adolf, în 1950. Însă Gustaf Adolf decedase în 1947 într-un accident aviatic, lăsându-l moștenitor pe fiul său în vârstă de numai câteva luni, Prințul Carl Gustaf. În aceste condiții, în eventualitatea decesului regelui Gustaf al VI-lea Adolf, Bertil ar fi devenit regent până la majoratul nepotului său. Din acest motiv, Bertil nu s-a căsătorit cu Lilian, care nu era de viță nobilă, ci au trăit împreună discret timp de peste 30 de ani.
Bertil nu a ajuns însă regent, deoarece tatăl său, regele, a trăit până în 1973, când Prințul Carl Gustaf era deja major. Curând după urcarea pe tron a lui Carl Gustaf, noul rege s-a căsătorit cu Silvia Sommerlath, care nu era nici ea de viță nobilă. După aceea, regele a aprobat căsătoria dintre Bertil și Lilian. Cei doi s-au căsătorit la 7 decembrie 1976 la Capela Palatului Drottningholm, în prezența regelui și a reginei.
Prințul Bertil a murit la 5 ianuarie 1997. De atunci, Prințesa Lilian a continuat să reprezinte familia regală la diverse evenimente oficiale.
În 2000, Prințesa Lilian a publicat o carte despre viața ei alături de Prințul Bertil.
În august 2008, prințesa a căzut și și-a rupt șoldul, iar în februarie 2009, a suferit o nouă căzătură. La 3 iunie 2010 s-a anunțat că prințesa suferă de Alzheimer și nu mai poate apărea în public. Ultimii ani din viață i-a petrecut la Vila Solbacken, reședința ei din Djurgården, îngrijită de trei asistente.
Prințesa Lilian a murit la Stockholm la 10 martie  2013, la vârsta de 97 de ani, la șaisprezece ani după soțul ei. Palatul Regal nu a precizat cauza decesului, dar starea ei de sănătate era precară de câțiva ani.
Decesul lui Lilian a survenit cu puțin timp înainte de nunta Prințesei Madeleine. Primul copil al acesteia, Prințesa Leonore, poartă și numele Lilian în cinstea mătușii sale.